# Louis Le Vau

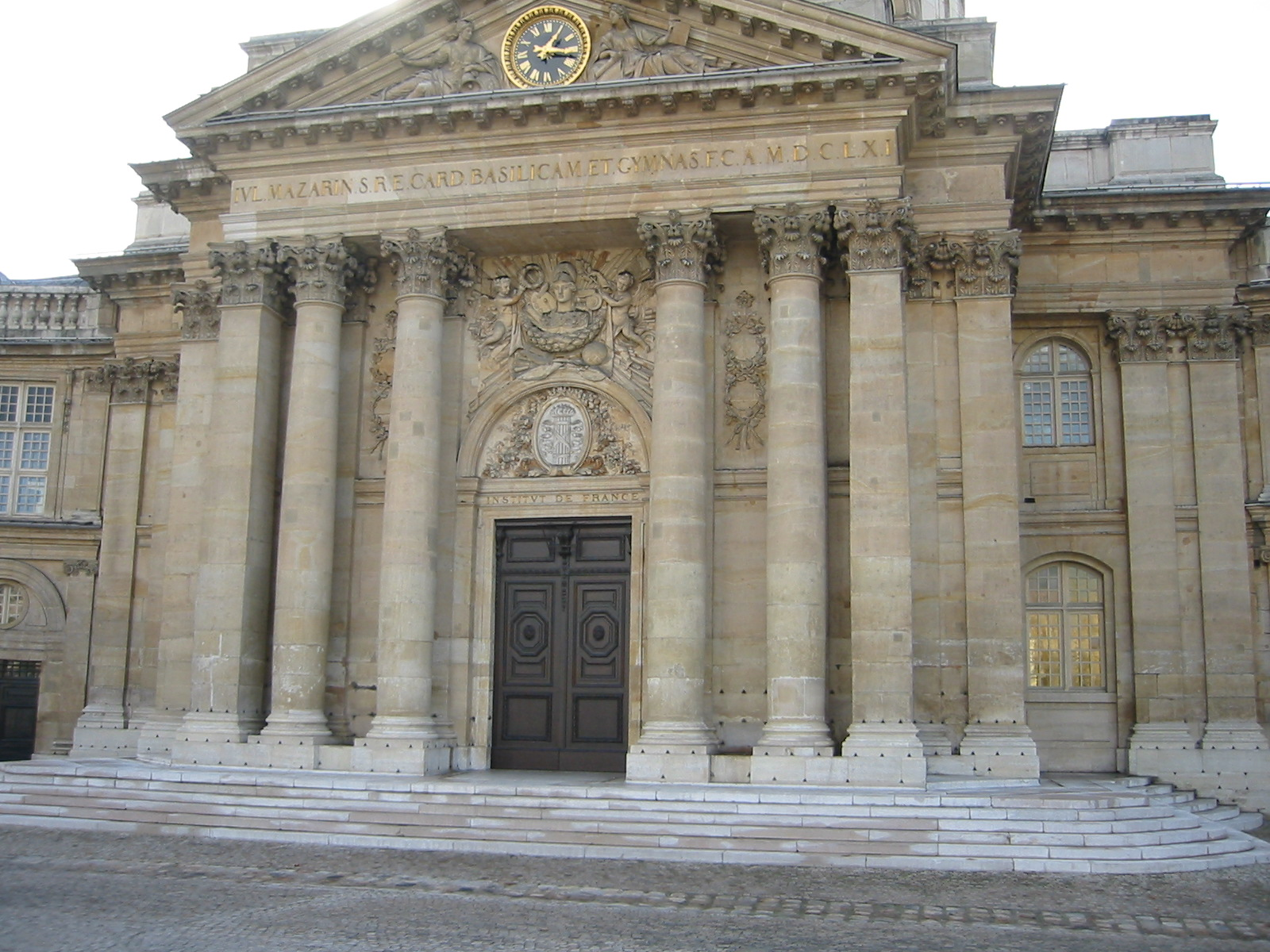
Collège des Quatre Nations, Paris
heute Sitz des Institut de France

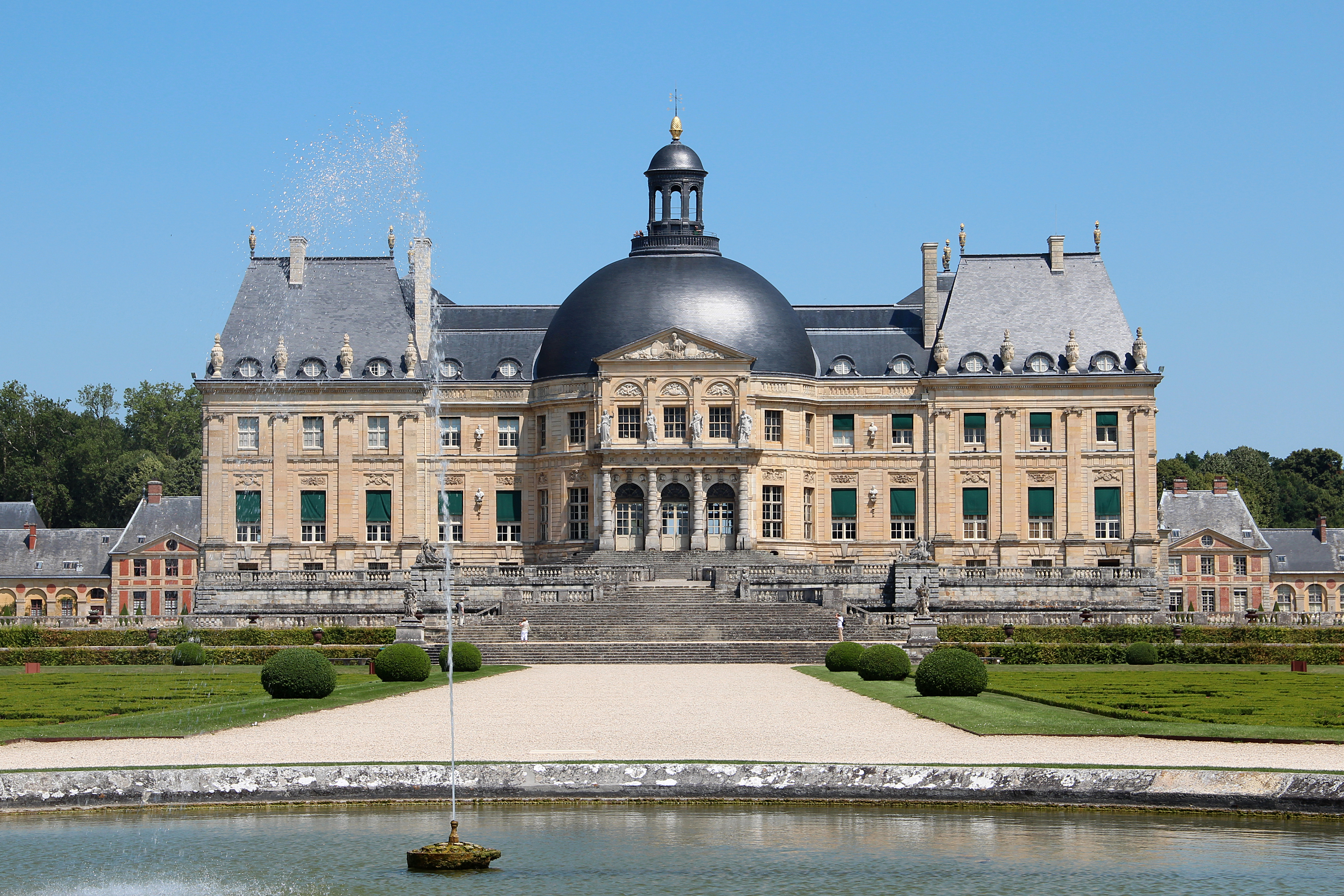
Schloss Vaux-le-Vicomte

Louis Le Vau (auch Levau; * 1612 in Paris; † 11. Oktober 1670 in Paris) war ein französischer Baumeister, der in Paris lebte und unter anderem für König Ludwig XIV. und dessen Finanzminister Nicolas Fouquet arbeitete. 1653 bis 1670 war er Hofarchitekt mit dem Titel Premier architecte du Roi.
Angeregt durch Formen des italienischen Barocks überwand er den Renaissance-Stil. Er gehörte zu den Gründern des französischen Louis-quatorze, des Repräsentationsstils Ludwigs XIV. Als sein Hauptwerk gilt das Schloss Vaux-le-Vicomte.
Nach dem Tod Jacques Lemerciers übernahm er die Bauleitung am Tuilerienpalast, am Louvre und am Schloss Versailles.

## Bauwerke
- Collège des Quatre Nations, heute Sitz des Institut de France (1661–1670)
- Trianon de Porcelaine (1670–1672)
- Palais du Louvre (1661–1662)
- Pavillon de la Reine
- Pavillon du Roi
- Schloss Vaux-le-Vicomte (1657–1658)
- Schloss Versailles (1669–1670)
- Schloss Vincennes
- Hôtel Lambert (1642–1644)
- Hôtel de Lauzun (1656–1657)
- Königliche Menagerie von Versailles (1663–1669)

sowie zahlreiche Privathäuser